# Szakmár
Szakmár (horvátul: Kmara) község Bács-Kiskun vármegye Kalocsai járásában.

## Fekvése
Kalocsa vonzáskörzetében helyezkedik el, a várostól légvonalban körülbelül 8, közúton mintegy 10 kilométerre kelet-északkeleti irányban. Északi külterületeinek jelentős része a Kiskunsági Nemzeti Park Miklapuszta nevű területrészéhez tartozik.
A szomszédos települések: észak felől Dunapataj, északkelet felől Kiskőrös, kelet felől Kecel, délkelet felől Öregcsertő, dél felől Homokmégy, délnyugat felől Kalocsa, nyugat felől Uszód, északnyugat felől pedig Újtelek. Csak kis híja van annak, hogy nem határos még (északnyugati irányban) Géderlakkal is.

### Megközelítése
Csak közúton érhető el; központján az 5308-as út vezet végig, ezen közelíthető meg Kalocsa és Dunapataj felől is; a délebbre fekvő, környező községekkel (Drágszél, Miske) az 5311-es út köti össze.
Legalább öt kisebb-nagyobb különálló településrész, lakott hely is tartozik hozzá, ezek többsége nem is érhető el közvetlenül Szakmárról, csak északnyugati szomszédja, Újtelek felől, az 5308-as útról letérve. Ilyen településrész Felsőerek, ahova az 53 109-es, Alsóerek, ahová az 53 113-as, Gombolyag, ahová az 53 111-es és Öregtény, ahová az 53 112-es számú mellékút vezet, Kistény pedig egy számozatlan önkormányzati úton érhető el.
2007-es megszüntetéséig a déli határszéle közelében, bár azt át nem lépve húzódott a MÁV 153-as számú Kiskőrös–Kalocsa-vasútvonala, így azon is elérhető volt a két végponti város felől. Szakmár megállóhely Homokmégy közigazgatási területén létesült, Szakmár legdélibb házaitól bő két kilométerre délre, az 5311-es út vasúti keresztezése mellett.

## Története
Szakmár (régi névváltozatai: Zothmar, illetve Zathmar) a szekszárdi apátság birtoka volt. 1299-ben az apát a szakmári Szent Mária egyház melletti telket a bátyai egyházi jobbágyainak adta. 1414-ben a szekszárdi bencés apátság nemes jobbágyai lakták. Egy 1459. évi levél szerint „a fajszi szék a Sárközben fekszik, s az apátság nemes jobbágyai alkotják a széket, amely Solt vármegye kiegészítő  része. Főhelye Fajsz.” A fajszi székbe tartozó települések: Malomér, Varáth, Halászi, Szakmár, Halom, Bátya, Béke, Nádudvar, Pálfölde, Nádasd. A török hódoltság idejéből Szakmárra és településeire vonatkozóan szinte semmit nem tudunk. Kalocsa várának elfoglalása, illetve megszállása a pataji, foktői és fajszi dunai átkelőhelyek birtoklása tulajdonképpen az egész környék feletti uralmat jelentette. Ezen a tájon is kedvezett a lakosság részbeni megmaradásának, hogy a kisebb-nagyobb folyók, erek, a Duna-medrek közti szigetek, még a kevésbé kiemelkedő hátak is alkalmasak voltak a hosszabb-rövidebb idejű meghúzódásra. Kalocsa és környéke 1686 szeptemberében szabadult meg a török uralom alól. A XVIII. sz. elején már jelentkezett a visszavándorlás, mert a népesség növelése érdeke volt a legnagyobb földesúrnak is.
A város földesura az érsek. Szállásai: Csertő, Mégy, Drákszél, Hillye, Erek, Karácsony, Tény, Szakmár, Réz, Keserűtelek. A XVIII. sz. végére állandó jellegű településekké váltak a szállások, állandósultak a határok, közigazgatási területek.
Szakmárnak már 1831-ben felépült a temploma, elkülönülése tulajdonképp ekkor kezdődik. 1897-ben alakult önálló községgé. Pusztái, lakott helyei: Öregtény, Alsóerek, Felsőerek, Résztelek, Keserűtelek, Kisülés, Kistény, Andrásszállás, Bolváriszállás, Szalontaiszállás, Ludasszállás, Pécsiszállás, Csepeg, Malomér, Karczag (Kákonyiszállás), Gombolyag, Külsőcsorna. A községgé alakulás után létre kellett hozni a képviselőtestületet, mely a választások után 1897. december 16-án alakult meg. Felerészben virilistákból (azaz a legtöbb adót fizetőkből), felerészben választottakból.

## Közélete

### Polgármesterei
- 1990–1994: Tóth Jenő (független)[4]
- 1994–1998: Tóth Jenő (független)[5]
- 1998–2002: Tóth Jenő (független)[6]
- 2002–2006: Tóth Jenő (független)[7]
- 2006–2010: Tóth Jenő (független)[8]
- 2010–2014: Tóth Jenő (független)[9]
- 2014–2019: András Gábor (független)[10]
- 2019–2024: András Gábor (független)[11]
- 2024– : András Gábor (független)[1]

## Népesség
A település népességének változása:
| Lakosok száma | 1237 | 1224 | 1213 | 1193 | 1092 | 1082 | 1062 |
|               | 2013 | 2014 | 2018 | 2021 | 2022 | 2023 | 2024 |

A 2011-es népszámlálás során a lakosok 87,9%-a magyarnak, 3,7% cigánynak, 0,2% horvátnak, 2,1% németnek mondta magát (11,6% nem nyilatkozott; a kettős identitások miatt a végösszeg nagyobb lehet 100%-nál). A vallási megoszlás a következő volt: római katolikus 66,1%, református 8,1%, evangélikus 0,4%, görögkatolikus 0,2%, felekezeten kívüli 8,9% (15,3% nem nyilatkozott).
2022-ben a lakosság 91,2%-a vallotta magát magyarnak, 3,3% cigánynak, 2,3% németnek, 0,5% szerbnek, 0,2% szlováknak, 0,2% románnak, 0,1% ukránnak, 2,1% egyéb, nem hazai nemzetiségűnek (8,3% nem nyilatkozott; a kettős identitások miatt a végösszeg nagyobb lehet 100%-nál). Vallásuk szerint 40,9% volt római katolikus, 7,5% református, 0,3% evangélikus, 0,1% izraelita, 0,1% egyéb keresztény, 1,6% egyéb katolikus, 7,1% felekezeten kívüli (42,2% nem válaszolt).

## Népművészet
„Homokmégy, Öregcsertő, Szakmár és Drágszél-eben a négy községben él ma Kalocsa egykori paraszt lakosságának nagy része, mely pusztai elzártságában napjainkig viszonylag megőrizte a városban már elhagyott kalocsai népi kultúrát, sőt, alkotó módon tovább is fejlesztette és kivirágoztatta azt.
A város és a szállásokat összefogó négy község parasztlakossága a környékbeliek által potának nevezett népesség önálló néprajzi csoportot alkot, mely történeti múltban gyökerező összetartozás tudatával, azonos nyelvi sajátosságaival, színes díszítőművészetével és viseletével különbözik környezetétől.” (Dr. Bárth János)
A 19. század közepéig nem volt számottevő különbség a kalocsai parasztság és más környékbeli tájak népének tárgyi világa között. Ennek a korszaknak fontos dokumentáló tárgyai a korai fehér, fekete-piros és a kék-piros hímzések, melyek a század második felében, utolsó harmadában készültek a kalocsai és szállási parasztok ágyi ruháira, terítőire, viseletdarabjaira.
A kalocsai népművészet, ezen belül a népi hímzés, a viselet és a pingálás Kalocsa város és a hozzátartozó szállások világának hagyományos paraszti művészeti kultúrája. Egy jól körülhatárolható terület népének, a potáknak sajátja. A kalocsai népművészet korai, ún. parasztstílusa jelent meg a népi falfestésben. Kialakulását pontosan nem ismerjük. Már a 18. század végén készültek vésett, festett virágokkal díszített ládák. Valószínűleg a bútorfestésből alakulhatott ki a pingálás, a falfestés művészete. A pingálás ma egyedül Kalocsán és a környező szállásokon található meg az országban. A bútorfestéshez olaj, a húsvéti tojás díszítéséhez viaszt, a pingáláshoz tejjel kevert egyszerű porfestéket használtak. A pingálással egyidőben alakult ki a mintaírás és a hímzés művészete. Eleinte csak kevesen értettek a mintaíráshoz, a hímzéshez, kivarráshoz annál többen. A hímzés divatja mindjobban elterjedt. A töltött varrás hamarosan általánossá vált. A 19. század második felében megindult a színesedés. Ahogy a motívumok és a színek gazdagodtak, úgy vált pompásabbá a népviselet, egyre több használati és dísztárgyon jelent meg a hímzés. Kihímezték a lepedővégeket, dunnavégeket, vánkot, ágytakarókat, abroszokat, terítőket, dístörölközőket, díszkendőket, komakendőt, függönyöket, a főkötőt, az ingvállakat, kötényeket, zsebkendőket, papucsokat stb. A színesedéssel párhuzamosan nőtt a hímzett felületk nagysága. A nagyobb méretű, színes, lapos hímzéses virágok zsúfoltabbak, sűrűbbek lettek. a viseletdarabok színvilágát meghatározta viselőjük életkora. A legszínesebb az újmenyecske ruhája volt. Az idősebb asszonyok öltözete kevésbé színes, díszes volt, a sötétebb színek, mint a lila, kék, zöld volt, ami a szomorúság hangulatát kelti, innen ered a szomorú pamukos elnevezés.

## A szakmári halastó
A környék halastaván lehetőség nyílik a horgászásra.

## Szakmár híres szülöttei
- Vörös József (1951-) közgazdász, az MTA rendes tagja (2019) a PTE dékánja, majd rektorhelyettese. Széchenyi díjas, meg a Magyar Érdemrend Parancsnoki keresztet kapta 2023-ban.

## Külső hivatkozások
- Szakmár az utazom.com honlapján